# Úsťová brzda

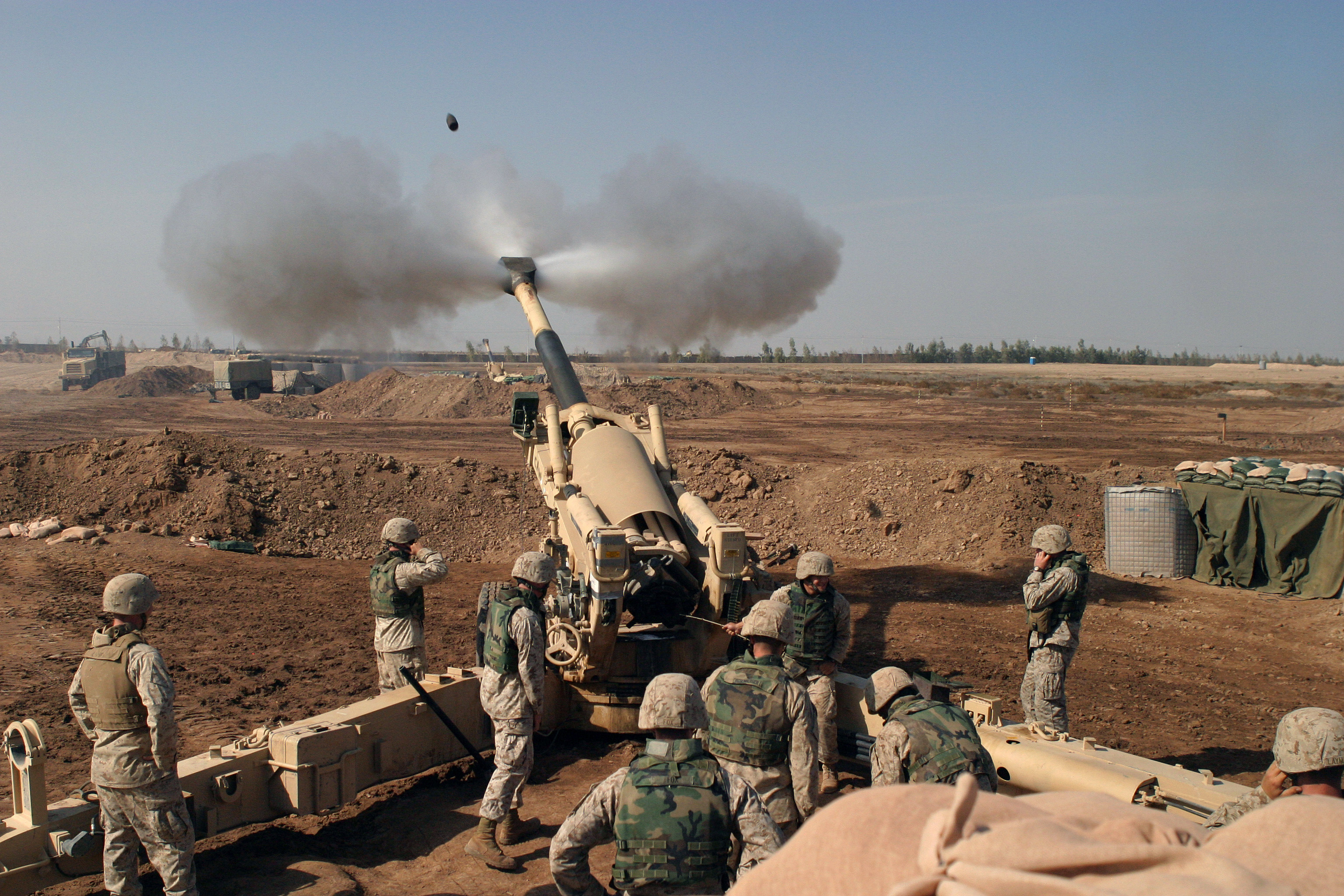
Úsťová brzda usměrňuje plyny při výstřelu ze 155 mm houfnice

Úsťová brzda je jednoduché zařízení, které se montuje na ústí hlavně palných zbraní. Mění směr proudění plynů, unikajících z hlavně při výstřelu, a tím částečně kompenzuje zpětný ráz a tlumí zášleh výstřelu. Obvykle má tvar válce s několika otvory po stranách. U některých ručních zbraní se asymetricky umístěné otvory úsťové brzdy používají i ke kompenzaci zdvihu zbraně.

## Tvary podle užití
Existují i trochu pozměněné tvary úsťových brzd, a to za účelem použití u jiných typů zbraní, např. samonabíjecí odstřelovací puška Barrett M82, M107, M99 využívá úsťové brzdy ve tvaru hrotu šípu, s dvěma otvory po obou stranách ve tvaru čtverce a to kvůli vysokému výkonu náboje 12,7 × 99 mm.
U jiných zbraní, např. u útočné pušky Tavor TAR-21, která je komorována na ráži 5,56 × 45 mm, je jednoduchá brzda ve tvaru válečku, je to trubice o délce něco přes 3 cm a má 2 vyřízlé otvory podélně s osou hlavně.

## Instalace brzdy

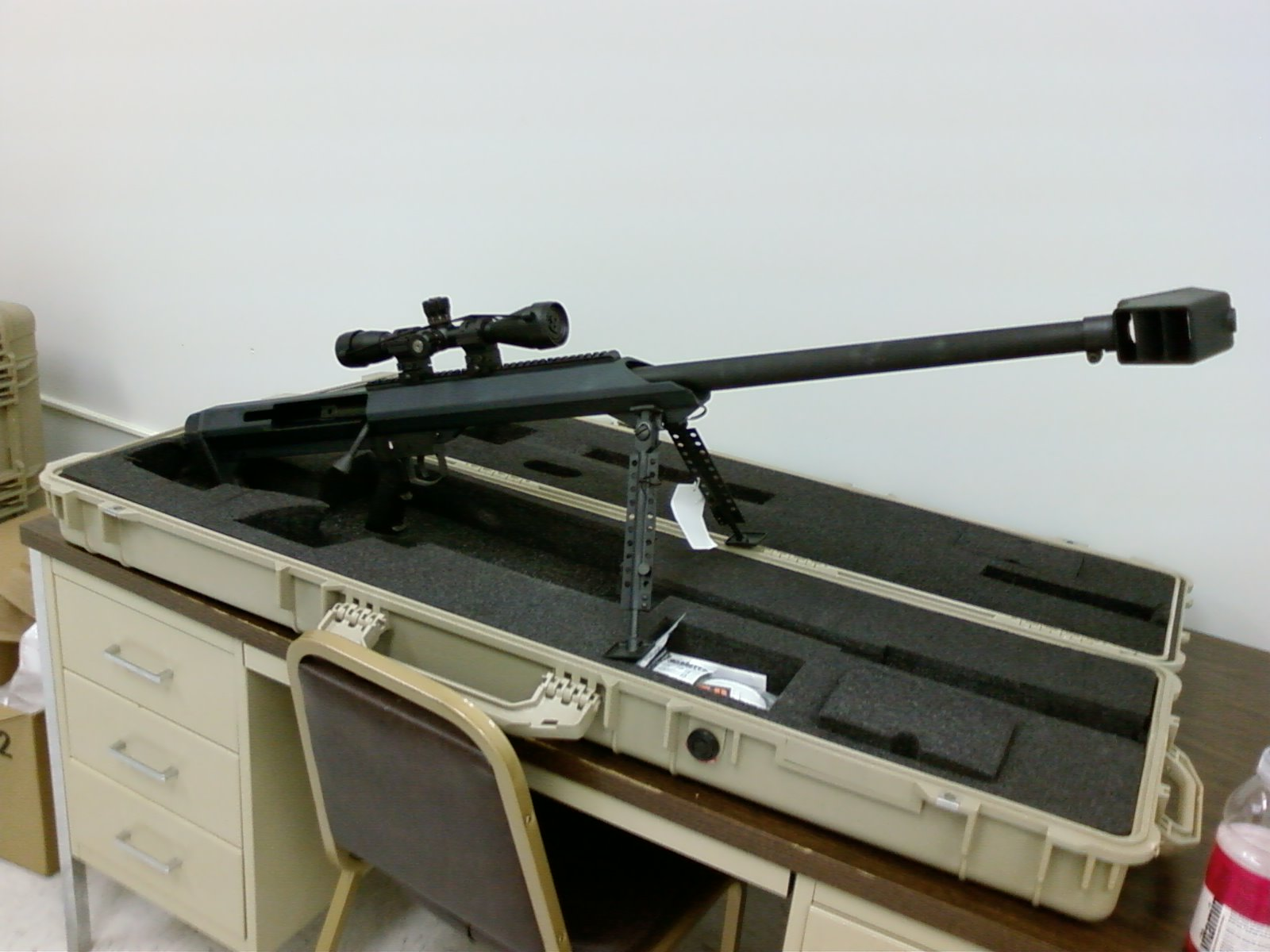
Barrett M99

Montování úsťové brzdy není nijak složitým procesem, zkušený puškař to zvládne během několika minut. Jedná se o jednu z lehčích prací při konstrukci zbraně.
U pistolí nebo revolverů se úsťová brzda příliš nepouživá až na pár výjimek, jako např. Smith & Wesson Model 500, častější je použití kompenzátoru.